# Koziki (województwo warmińsko-mazurskie)
Koziki (niem. Kozycken) – wieś w Polsce położona w województwie warmińsko-mazurskim, w powiecie ełckim, w gminie Ełk.
W latach 1975–1998 miejscowość administracyjnie należała do województwa suwalskiego.
Zobacz też: Koziki, Koziki-Jałbrzyków Stok, Koziki-Majdan, Koziki-Olszyny